# Niesąd
Niesąd – staropolskie imię męskie, złożone z członów Nie- (przeczenie) i -sąd ("sądzić").  Może oznaczać "ten, kto nie osądza".